# أمسكروض (سيدي بوسحاب)
أمسكروض هو دُوَّار يقع بجماعة أمسكروض، عمالة أكادير إدا وتنان، جهة سوس ماسة في المملكة المغربية. ينتمي الدوّار لمشيخة سيدي بوسحاب التي تضم 10 دواوير. يقدر عدد سكانه بـ 1508 نسمة حسب الإحصاء الرسمي للسكان والسكنى لسنة 2004.

## روابط خارجية
- البوابة الوطنية للجماعات الترابية
- المندوبية السامية للتخطيط